# Allen County (Ohio)
 For alternative betydninger, se Allen County. (Se også artikler, som begynder med Allen County)
Allen County er et amtet i den amerikanske delstat Ohio. Amtet ligger i de nordvestlige del af delstaten og grænser op til Putnam County i nord, Hancock County i nordøst, Hardin County i øst, Auglaize County i syd og mod Van Wert County i vest.
Allen Countys totale areal er 1.054 km², hvoraf 6 km² er vand.
Amtets administration ligger i byen Lima.
Amtet blev grundlagt i 1820 og er opkaldt efter enten Ethan Allen eller John Allen.

## Demografi
Ifølge folketællingen fra 2000, boede der 108,473 personer i amtet. Der var 40,646 husstande med 28,208 familier. Befolkningstætheden var 268 personer pr. km². Befolkningens etniske sammensætning var som følger: 84.95 % Hvide, 12.19% afroamerikaner, 0.21% Indianer, 0.55% Asiatisk oprindelse, 0.01% Stillehavet, 0.63% anden oprindelse og 1.45% fra to eller flere grupper.
Der var 40,646 husstande, hvoraf 32.90% havde børn under 18 år boende. 53.00% var ægtepar, som boede sammen, 12.40% havde en enlig kvindelig forsøger som beboer, og 30.60% var ikke-familier. 26.30% af alle husstande bestod af enlige, og i 11.20% af tilfældende boede der en person som var 65 år eller ældre.
Gennemsnitsindkomsten for en hustand var $37,048 årligt, mens gennemsnitsindkomsten for en familie var på $44,723 årligt.